# Heiwiller
Heiwiller település Franciaországban, Haut-Rhin megyében. Lakosainak száma 180 fő (2022. január 1.). Heiwiller Obermorschwiller, Hausgauen, Tagsdorf és Wahlbach községekkel határos.

## Népesség
A település népességének változása:
| Lakosok száma | 179  | 175  | 173  | 169  | 166  | 165  | 164  | 171  | 180  |
|               | 2013 | 2015 | 2016 | 2017 | 2018 | 2019 | 2020 | 2021 | 2022 |